# Manuel Valencia Remón
Manuel Valencia Remón (24 de septiembre de 1914-19 de agosto de 1994) fue un militar, abogado y político español, general auditor del cuerpo jurídico del Ejército del Aire, gobernador civil de Huelva, Navarra y Guipúzcoa durante la dictadura franquista.

## Biografía
Nacido el 24 de septiembre de 1914 en Zaragoza, se licenció en derecho en la Universidad de Zaragoza. Comenzada la guerra civil española, estuvo presente en el interior del alcázar de Toledo durante su asedio acontecido en 1936.
Llegó a ser general auditor. Desempeñó el cargo de gobernador civil de la provincia de Huelva entre el 10 de abril de 1956 y el 25 de junio de 1957, del cual cesó para pasar pasar a ejercer de gobernador civil en Navarra y Guipúzcoa, cargos que desempeñó, junto con la respectiva jefatura provincial de FET y de las JONS, entre 1957 y 1961 y entre 1961 y 1968.
En calidad de consejero nacional de FET y de las JONS, detentó el cargo de procurador nato en las Cortes franquistas entre 1957 y 1961, mientras que entre 1968 y 1971 fue procurador por designación directa del jefe del Estado.
Falleció el 19 de agosto de 1994 en Madrid.

## Distinciones
- Gran Cruz de la Orden del Mérito Civil (1960)[7]
- Gran Cruz de la Orden de Cisneros (1965)[8]
- Gran Cruz de la Orden de Isabel la Católica (1966)[9]
- Gran Cruz de la Real y Militar Orden de San Hermenegildo (1977)[10]
- Gran Cruz del Mérito Aeronáutico, con distintivo blanco (1978)[11]